# Mombasa
Mombasa là một thành phố ven biển Ấn Độ Dương của Kenya. Đây là thành phố lâu đời nhất (ra đời khoảng năm 900 CN) và thành phố lớn thứ nhì của Kenya (sau thủ đô Nairobi), với dân số ước tỉnh khoảng 1,5 triệu người vào năm 2017. Khu vực đô thị của thành phố có dân số ước tính là 3 triệu người. Về mặt hành chính, Mombasa là hạt lỵ của hạt Mombasa.
Mombasa là một trung tâm kinh tế và văn hóa lớn trong khu vực. Thành phố có một cảng lớn và Sân bay quốc tế Moi. Vị trí của Mombasa tại Ấn Độ Dương biến nơi đây trở thành một trung tâm giao thương lớn trong lịch sử.

## Lịch sử
Đế quốc Bồ Đào Nha 1593–1698

 Imamat Oman 1698–1728

 Đế quốc Bồ Đào Nha 1728–1729

 Imamat Oman 1729–1824

 Đế quốc Anh 1824–1826

 Muscat và Oman 1826–1887

 Đông Phi thuộc Anh/Kenya 1887–1963

### Cổ đại và trung đại
Việc thành lập Mombasa gắn liền với hai người: Mwana Mkisi và Shehe Mvita. Theo truyền thuyết, Mwana Mkisi là tổ tiên của dòng họ lâu đời nhất ở Mombasa thuộc Thenashara Taifa. Các gia tộc liên quan tới Thenashara Taifa được coi là những cư dân đầu tiên của thành phố. Mwana Mkisi là nữ hoàng từ thời tiền Hồi giáo. Bà thành lập Kongowea, khu định cư đầu tiên trên đảo Mombasa. Shehe Mvita thay thế triều đại của Mwana Mkisi và xây dựng giáo đường Hồi giáo bằng đá đầu tiên trên đảo Mombasa.
Hầu hết các thông tin đầu tiên về Mombasa được lấy từ những người Bồ Đào Nha viết sử vào thế kỷ 16.
Học giả Ibn Battuta tới thăm khu vực này trong chuyến đi tới Bờ biển Swahili và có nhắc tới nó trong ghi chép của ông. Ông nhận thấy người Mombasa theo Hồi giáo Shãfi'i sùng đạo, đáng tin cậy và ngay thẳng. Nhà thờ của họ làm bằng gỗ.
Người ta không rõ về thời gian thành lập của thành phố, chỉ biết nó có một lịch sử dài. Các sách giáo khoa lịch sử của Kenya ghi rằng Mombasa ra đời vào khoảng năm 900 CN. Thành phố phát triển phồn thịnh vào thế kỷ 12 theo ghi chép của nhà địa lý Al Idrisi vào năm 1151.

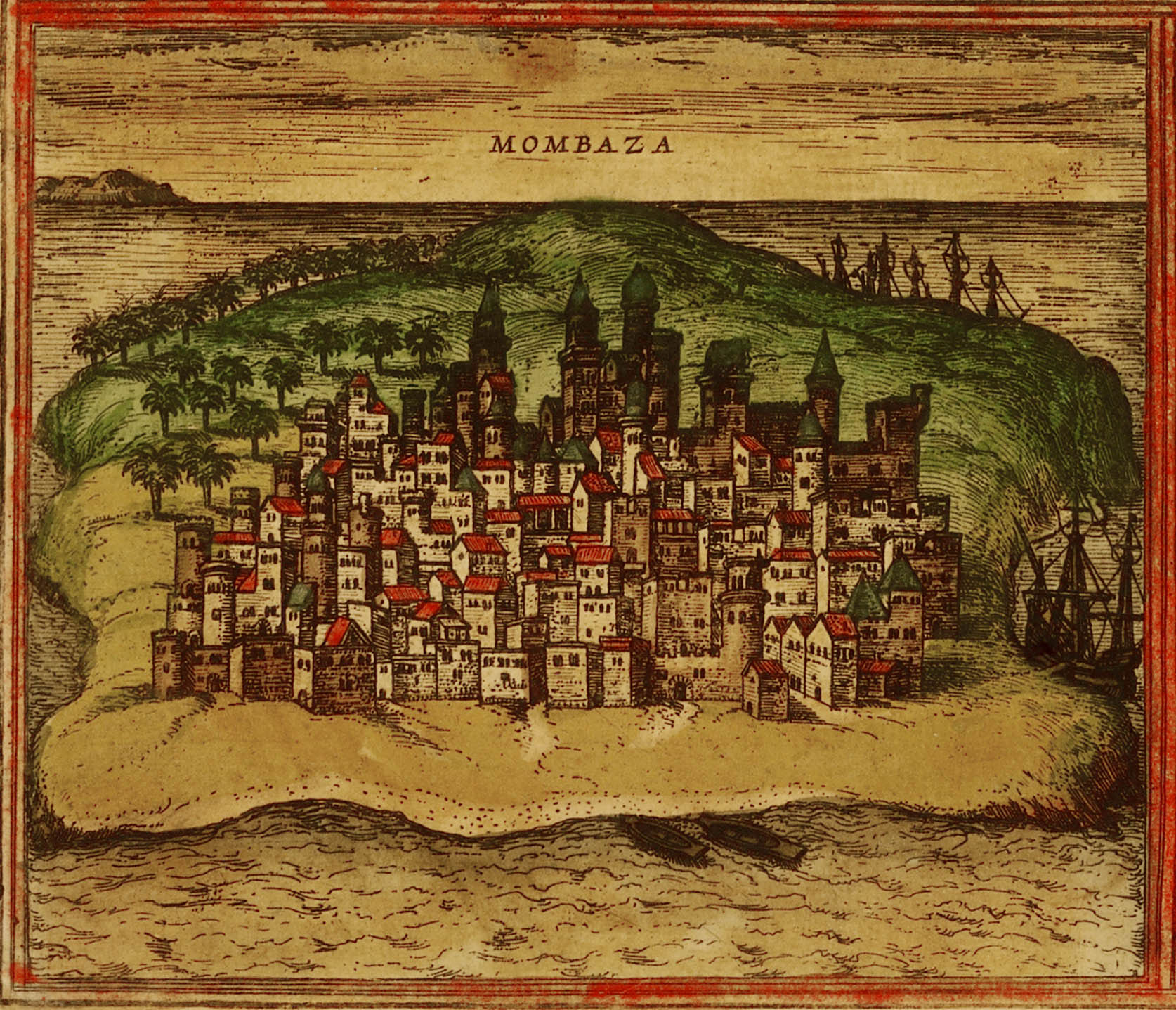
Mombasa năm 1572 trong cuốn Civitates orbis terrarum của Georg Braun và Franz Hogenberg

Vào thời kỳ cận đại, Mombasa là một trung tâm giao thương nhiều mặt hàng như gia vị, vàng, và ngà. Các thương gia ghé thăm Mombasa tới từ cả Ấn Độ và Trung Quốc. Trong suốt thời cận đại, Mombasa là đầu mối quan trọng trong mạng lưới các tuyến giao thương quanh Ấn Độ Dương.
Vào thời tiền thuộc địa (cuối thế kỷ 19), Mombasa trở thành trung tâm gồm nhiều đồn điền lớn, do đó đòi hỏi một lượng lao động nô lệ lớn. Tuy vậy các xuồng trở ngà voi vẫn là nguồn kinh tế chính.

### Sự thống trị của người Bồ Đào Nha
Vasco da Gama là người châu Âu nổi tiếng đầu tiên ghé thăm Mombasa vào năm 1498, tuy nhiên không nhận được sự chào đón của người dân bản địa. Hai năm sau, thành phố bị người Bồ Đào Nha tới cướp phá. Vào năm 1502, thành phố tách khỏi Kilwa Kisiwani và được đổi tên thành Mvita (trong tiếng Swahili) hay Manbasa (tiếng Ả Rập). Bồ Đào Nha tấn công một lần nữa vào năm 1528. Vào năm 1585 liên quân giữa người Somali của Đế quốc Ajuran và người Thổ của Đế quốc Ottoman do Emir 'Ali Bey cầm đầu giải phóng Mombasa và các thành phố ven biển khác ở Đông Nam Phi khỏi tay thực dân Bồ Đào Nha. Quân Zimba chiếm được các thị trấn Sena và Tete bên bờ sông Zambezi, tới năm 1587 họ chiếm được Kilwa, giết hại 3.000 người. Tại Mombasa, quân Zimba tiêu diệt các tín đồ đạo Hồi, tuy nhiên bị chặn lại ở Malindi bởi người Segeju. Người Bồ Đào Nha nhận thấy đây là cơ hội tốt để tái chiếm Mombasa một lần nữa vào năm 1589. Bốn năm sau họ xây dựng Pháo đài Jesus để quản lý khu vực này. Kalonga Mzura liên minh với người Bồ Đào Nha vào năm 1608 để đánh bại quân Zimba do tộc trưởng Lundi cầm đầu.
Sau khi pháo đài Jesus được xây xong Malindi bắt đầu cai quản Mombasa dưới sự ủy quyền của người Bồ Đào Nha. Vào năm 1631 Dom Jeronimo, vua của Mombasa, tấn công trại lính Bồ Đào Nha và đánh bại quân tiếp viện. Vào năm 1632 Dom Jeronimo rời Mombasa để làm cướp biển trong khi người Bồ Đào Nha trở lại nắm quyền trực tiếp tại Mombasa.

### Sự cai trị của Oman
Sau khi chiếm được Pháo đài Jesus năm 1698, thành phố chịu sự ảnh hưởng của Vương quốc Imamat Oman và chịu sự quản lý của các nhà quân chủ Oman trên đảo Unguja. Oman bổ nhiệm ba thủ hiến (Wali trong tiếng Ả Rập, Liwali trong tiếng Swahili):
- 12 tháng 12 năm 1698 – Tháng 12 năm 1698: Imam Sa'if ibn Sultan
- Tháng 12 năm 1698 – 1728: Nasr ibn Abdallah al-Mazru'i
- 1728–12 tháng 3 năm 1728: Shaykh Rumba

Trong giai đoạn từ 12 tháng 3 năm 1728 tới 21 tháng 9 năm 1729, Mombasa về lại tay của tướng Álvaro Caetano de Melo Castro người Bồ Đào Nha. Sau đó bốn Liwali người Oman được bổ nhiệm cho tới năm 1746, khi Liwali cuối cùng trao trả độc lập cho Mombasa (chính quyền Oman không công nhận), và được coi là vị Sultan đầu tiên. Các Sultan gồm có:
- 1746–1755: 'Ali ibn Uthman al-Mazru'i
- 1755–1773: Masud ibn Nasr al-Mazru'i
- 1773–1782: Abdallah ibn Muhammad al-Mazru'i
- 1782–1811: Ahmad ibn Muhammad al-Mazru'i
- 1812–1823: 'Abdallah ibn Ahmad al-Mazru'i
- 1823–1826: Sulayman ibn 'Ali al-Mazru'i

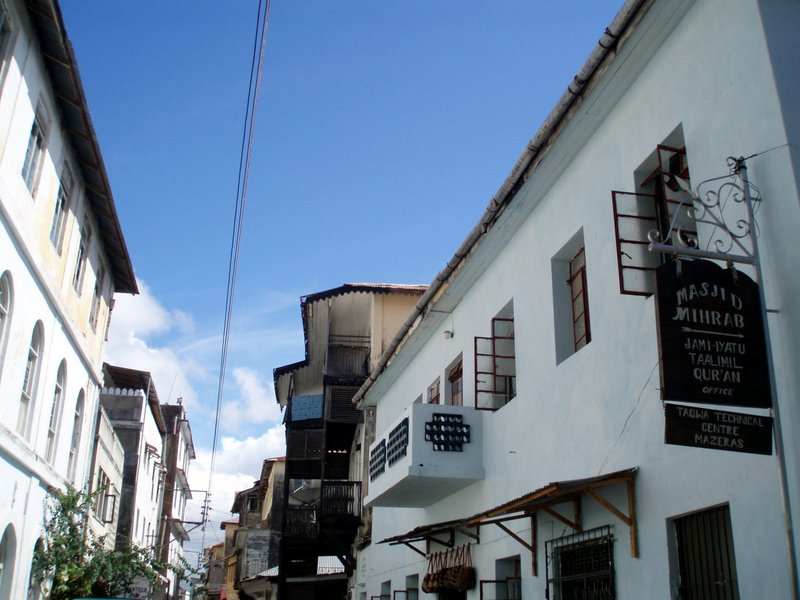
Phố cổ

Từ 9 tháng 2 năm 1824 tới 25 tháng 7 năm 1826, Đế quốc Anh thiết lập chế độ bảo hộ tại Mombasa với người đứng đầu là toàn quyền Anh. Người Oman trở lại vào năm 1826; bảy liwali được bổ nhiệm. Vào ngày 24 tháng 6 năm 1837, thành phố được Said bin Sultan sáp nhập vào Muscat và Oman.

### Đế quốc Anh
Vào ngày 25 tháng 5 năm 1887 thành phố được nhượng lại cho Hiệp hội Đông Phi thuộc Anh, sau này là Công ty Đông Phi Đế quốc Anh. Thành phố chịu sự quản lý của Anh Quốc vào năm 1895.
Thành phố nhanh chóng trở thành thủ đô của Xứ bảo hộ Đông Phi thuộc Anh và là bến đỗ tại biển của Đường sắt Uganda từ năm 1896. Nhiều công nhân được đưa tới từ Ấn Độ thuộc Anh để xây dựng tuyến đường sắt.
Mombasa trở thành thủ đô của Xứ bảo hộ Kenya từ khoảng năm 1887 tới năm 1906. Sau đó Nairobi trở thành thủ đô của Kenya tới ngày nay.

## Địa lý

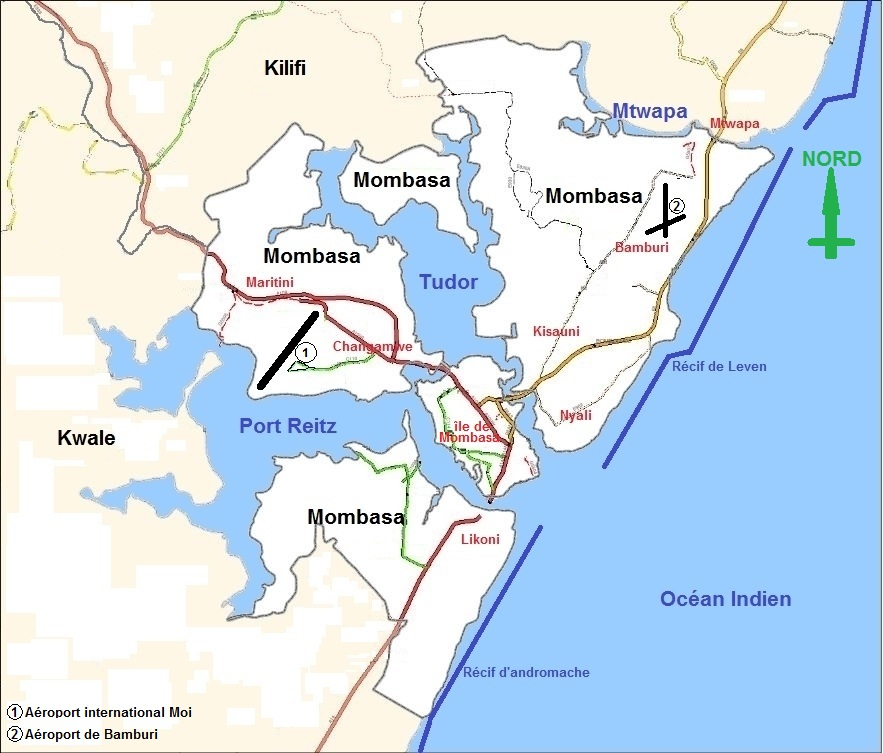
Bản đồ Mombasa

Do là một thành phố biển, Mombasa có địa hình bằng phẳng. Trung tâm của Mombasa nằm trên đảo Mombasa, tuy nhiên địa phận tỏa ra cả khu vực đất liền lân cận. Đảo được ngăn cách với đất liền bởi hai lạch nhỏ, Port Reitz ở phía nam và Tudor Creek ở phía bắc.

## Khí hậu
Mombasa có khí hậu xavan nhiệt đới (phân loại khí hậu Köppen: As). Lượng mưa phân chia theo mùa. Các tháng mưa nhiều là tháng 4 và tháng 5, ít nhất là tháng 1 và tháng 2.
Do nằm gần xích đạo nên Mombasa không có quá nhiều thay đổi nhiệt độ theo mùa, với nhiệt độ cao nhất dao động trong khoảng 28,8–33,7 °C (83,8–92,7 °F).
Là một cảng biển, Mombasa phải chịu hậu quả bất lợi của khí hậu biến động. Vào tháng 10 năm 2006, Mombasa trải qua một trận lụt lớn ảnh hưởng tới 60.000 người.
Sạt lở bờ biển trở thành vấn nạn lớn với kết cấu hạ tầng Mombasa. Do mực nước biển dâng cao, đường bờ biển sạt lở ít nhất 2,5–20 cm (0,98–7,87 in) một năm, do đo gia tăng số lượng trận lũ trong một năm.
| Dữ liệu khí hậu của Mombasa (1961–1990, số liệu cao kỷ lục 1890–nay)                  | Dữ liệu khí hậu của Mombasa (1961–1990, số liệu cao kỷ lục 1890–nay) | Dữ liệu khí hậu của Mombasa (1961–1990, số liệu cao kỷ lục 1890–nay) | Dữ liệu khí hậu của Mombasa (1961–1990, số liệu cao kỷ lục 1890–nay) | Dữ liệu khí hậu của Mombasa (1961–1990, số liệu cao kỷ lục 1890–nay) | Dữ liệu khí hậu của Mombasa (1961–1990, số liệu cao kỷ lục 1890–nay) | Dữ liệu khí hậu của Mombasa (1961–1990, số liệu cao kỷ lục 1890–nay) | Dữ liệu khí hậu của Mombasa (1961–1990, số liệu cao kỷ lục 1890–nay) | Dữ liệu khí hậu của Mombasa (1961–1990, số liệu cao kỷ lục 1890–nay) | Dữ liệu khí hậu của Mombasa (1961–1990, số liệu cao kỷ lục 1890–nay) | Dữ liệu khí hậu của Mombasa (1961–1990, số liệu cao kỷ lục 1890–nay) | Dữ liệu khí hậu của Mombasa (1961–1990, số liệu cao kỷ lục 1890–nay) | Dữ liệu khí hậu của Mombasa (1961–1990, số liệu cao kỷ lục 1890–nay) | Dữ liệu khí hậu của Mombasa (1961–1990, số liệu cao kỷ lục 1890–nay) |
| Tháng                                                                                 | 1                                                                    | 2                                                                    | 3                                                                    | 4                                                                    | 5                                                                    | 6                                                                    | 7                                                                    | 8                                                                    | 9                                                                    | 10                                                                   | 11                                                                   | 12                                                                   | Năm                                                                  |
| ------------------------------------------------------------------------------------- | -------------------------------------------------------------------- | -------------------------------------------------------------------- | -------------------------------------------------------------------- | -------------------------------------------------------------------- | -------------------------------------------------------------------- | -------------------------------------------------------------------- | -------------------------------------------------------------------- | -------------------------------------------------------------------- | -------------------------------------------------------------------- | -------------------------------------------------------------------- | -------------------------------------------------------------------- | -------------------------------------------------------------------- | -------------------------------------------------------------------- |
| Cao kỉ lục °C (°F)                                                                    | 35.9 (96.6)                                                          | 37.6 (99.7)                                                          | 36.4 (97.5)                                                          | 36.1 (97.0)                                                          | 35.0 (95.0)                                                          | 31.5 (88.7)                                                          | 31.0 (87.8)                                                          | 30.3 (86.5)                                                          | 31.6 (88.9)                                                          | 33.0 (91.4)                                                          | 34.0 (93.2)                                                          | 37.0 (98.6)                                                          | 37.6 (99.7)                                                          |
| Trung bình ngày tối đa °C (°F)                                                        | 33.2 (91.8)                                                          | 33.7 (92.7)                                                          | 33.7 (92.7)                                                          | 32.5 (90.5)                                                          | 30.9 (87.6)                                                          | 29.4 (84.9)                                                          | 28.7 (83.7)                                                          | 28.8 (83.8)                                                          | 29.7 (85.5)                                                          | 30.5 (86.9)                                                          | 31.6 (88.9)                                                          | 32.8 (91.0)                                                          | 31.3 (88.3)                                                          |
| Trung bình ngày °C (°F)                                                               | 27.6 (81.7)                                                          | 28.1 (82.6)                                                          | 28.3 (82.9)                                                          | 27.6 (81.7)                                                          | 26.2 (79.2)                                                          | 24.8 (76.6)                                                          | 24.0 (75.2)                                                          | 24.0 (75.2)                                                          | 24.7 (76.5)                                                          | 25.7 (78.3)                                                          | 26.9 (80.4)                                                          | 27.4 (81.3)                                                          | 26.3 (79.3)                                                          |
| Tối thiểu trung bình ngày °C (°F)                                                     | 22.0 (71.6)                                                          | 22.5 (72.5)                                                          | 22.9 (73.2)                                                          | 22.7 (72.9)                                                          | 21.6 (70.9)                                                          | 20.1 (68.2)                                                          | 19.3 (66.7)                                                          | 19.3 (66.7)                                                          | 19.7 (67.5)                                                          | 20.9 (69.6)                                                          | 22.1 (71.8)                                                          | 22.0 (71.6)                                                          | 21.3 (70.3)                                                          |
| Thấp kỉ lục °C (°F)                                                                   | 16.8 (62.2)                                                          | 19.4 (66.9)                                                          | 19.7 (67.5)                                                          | 18.9 (66.0)                                                          | 18.8 (65.8)                                                          | 17.4 (63.3)                                                          | 13.6 (56.5)                                                          | 15.3 (59.5)                                                          | 16.3 (61.3)                                                          | 18.0 (64.4)                                                          | 18.8 (65.8)                                                          | 18.1 (64.6)                                                          | 13.6 (56.5)                                                          |
| Lượng Giáng thủy trung bình mm (inches)                                               | 33.9 (1.33)                                                          | 14.0 (0.55)                                                          | 55.6 (2.19)                                                          | 154.3 (6.07)                                                         | 235.5 (9.27)                                                         | 88.3 (3.48)                                                          | 71.8 (2.83)                                                          | 68.2 (2.69)                                                          | 67.2 (2.65)                                                          | 103.4 (4.07)                                                         | 104.7 (4.12)                                                         | 75.8 (2.98)                                                          | 1.072,7 (42.23)                                                      |
| Số ngày giáng thủy trung bình (≥ 1.0 mm)                                              | 3                                                                    | 1                                                                    | 5                                                                    | 10                                                                   | 14                                                                   | 10                                                                   | 10                                                                   | 8                                                                    | 9                                                                    | 9                                                                    | 8                                                                    | 7                                                                    | 94                                                                   |
| Độ ẩm tương đối trung bình (%)                                                        | 77                                                                   | 75                                                                   | 77                                                                   | 80                                                                   | 82                                                                   | 82                                                                   | 82                                                                   | 82                                                                   | 80                                                                   | 81                                                                   | 82                                                                   | 80                                                                   | 80                                                                   |
| Số giờ nắng trung bình tháng                                                          | 269.7                                                                | 254.8                                                                | 269.7                                                                | 225.0                                                                | 204.6                                                                | 207.0                                                                | 210.8                                                                | 244.9                                                                | 246.0                                                                | 272.8                                                                | 264.0                                                                | 260.4                                                                | 2.929,7                                                              |
| Số giờ nắng trung bình ngày                                                           | 8.7                                                                  | 9.1                                                                  | 8.7                                                                  | 7.5                                                                  | 6.6                                                                  | 6.9                                                                  | 6.8                                                                  | 7.9                                                                  | 8.2                                                                  | 8.8                                                                  | 8.8                                                                  | 8.4                                                                  | 8.0                                                                  |
| Nguồn 1: NOAA                                                                         |                                                                      |                                                                      |                                                                      |                                                                      |                                                                      |                                                                      |                                                                      |                                                                      |                                                                      |                                                                      |                                                                      |                                                                      |                                                                      |
| Nguồn 2: Deutscher Wetterdienst (độ ẩm, 1962–1993), Meteo Climat (cao và thấp kỷ lục) |                                                                      |                                                                      |                                                                      |                                                                      |                                                                      |                                                                      |                                                                      |                                                                      |                                                                      |                                                                      |                                                                      |                                                                      |                                                                      |

## Phân cấp hành chính
Mombasa là một huyện và được chia thành sáu khu (constituency) và ba mươi xã (ward).
| Khu       | Xã                                                             |
| --------- | -------------------------------------------------------------- |
| Changamwe | Port Reitz Kipevu Airport Miritini Chaani                      |
| Jomvu     | Jomvu Kuu Magongo Mikindani                                    |
| Kisauni   | Mjambere Junda Bamburi Mwakirunge Mtopanga Magogoni Shanzu     |
| Nyali     | Frere Town Ziwa La Ng'ombe Mkomani Kongowea Kadzandani         |
| Likoni    | Mtongwe Shika Adabu Bofu Likoni Timbwani                       |
| Mvita     | Mji wa Kale/ Makadara Tudor Tononoka Shimanzi/ Ganjoni Majengo |

## Nhân khẩu
Mombasa có dân số khoảng 939.000 theo điều tra năm 2009.
Người Swahili và người Mijikenda là các dân tộc chiếm đa số. Các cộng đồng khác có thể kể tới các dân tộc Bantu Akamba và Taita cũng như một lượng lớn người Luo và người Luhya đến từ Tây Kenya. Tôn giáo chính ở đây là Hồi giáo, Kitô giáo và Ấn Độ giáo. Các thành phần nhập cư chủ yếu tới từ Trung Đông, Somalia, và tiểu lục địa Ấn Độ.

## Cư dân nổi tiếng
Trong lịch sử có nhiều nhà hàng hải đã ghé thăm Mombasa như Al Idrissi (1151) và Ibn Battuta (1330), Trịnh Hòa (1413) hay Vasco da Gama (1498), Pedro Álvares Cabral (1500) João da Nova (1505) và Afonso de Albuquerque (1507).
Những người nổi tiếng sinh và sống ở Mombasa:
- Abdilatif Abdalla, nhà văn, giảng viên đại học và nhà hoạt động chính trị
- Karen Blixen, nhà văn Đan Mạch
- Mercedes Iman Diamonds, drag queen và thí sinh mùa 11 của RuPaul's Drag Race
- Timothy R. McClanahan, nhà sinh thái biển[20]
- Swaleh Nguru, doanh nhân, nhà từ thiện Ả Rập
- Thomas Risley Odhiambo, nhà côn trùng học[21]
- Ayub Ogada, ca sĩ, nhạc sĩ
- Fadhili William, ca sĩ, nhạc sĩ[22]